# Astragalus inexpectatus
Astragalus inexpectatus es una especie de planta del género Astragalus, de la familia de las leguminosas, orden Fabales.

## Distribución
Astragalus inexpectatus se distribuye por Irán.

## Taxonomía
Fue descrita científicamente por A. A. Ramak Maassoumi & D. Podl. Fue publicada en Iran. J. Bot. 4(1): 77 (1988).